# Hối Đường Tổ Tâm
Hối Đường Tổ Tâm (zh: 晦堂祖心, ja: Kaidō Soshin, 1025-1100) là Thiền sư Trung Quốc đời Tống, tổ thứ 2 của phái Hoàng Long thuộc tông Lâm Tế. Sư là pháp tử của Thiền sư Hoàng Long Huệ Nam và có đệ tử nối pháp là Thiền sư Tử Tâm Ngộ Tân. Sư có công trong việc phát triển và mở rộng ảnh hưởng của phái Hoàng Long.

## Tiểu sử
Sư họ Ổ, quê ở Nam Hùng, tỉnh Quảng Đông. Khi còn bé học chữ đã giỏi làm thơ phú, đến năm 19 tuổi không may bị mù mắt. Cha mẹ nguyện nếu sư sáng mắt lại sẽ cho sư xuất gia và sau đó sư được sáng mắt lại. Sư đến xuất gia với pháp sư Huệ Toàn ở chùa Long Sơn.
Sau đó, sư đến tham vấn với Thiền sư Vân Phong Văn Duyệt và tu học tại đây 3 năm. Sư tính tình cứng cỏi thích sống cô độc nên chẳng hợp cơ duyên, nên Thiền sư Vân Phong chỉ sư qua yết kiến với Thiền sư Huệ Nam ở núi Hoàng Bá và tu tại đây 4 năm chông không khế ngộ. Sư quay lại tham vấn Thiền sư Văn Duyệt thì ngài đã tịch. Sư đến Thiền hội ở Thạch Sương và đoc tập Truyền Đăng Lục, đến công án Tăng tham hỏi Thiền sư Đa Phúc, sư liền có chổ ngộ, thấu suốt được lời dạy của hai thầy Văn Duyệt và Huệ Nam.
Sư trở lại núi Hoàng Bá tham yết Thiền sư Huệ Nam, trải tọa cụ xong, Ngài bảo: ''Ngươi vào thất của ta''. Sư nghe được vui mừng đáp: ''Việc lớn xưa nay như thế, Hòa thượng cần gì dạy người khán thoại, hạ ngữ, trăm cách sưu tầm?''. Huệ Nam đáp: Nếu chẳng dạy ông tham cứu như thế, đến chỗ không dụng tâm tự thấy tự nhận, là ta đã chôn vùi ngươi vậy''. Sư ở ẩn trong chúng, thường đến tham vấn tham hỏi ngữ cú của Vân Môn. Ngài bảo: ''Biết là việc bên liền thôi, ông dùng nhiều công phu làm gì?''. Sư thưa: ''Chẳng thế, con còn có chút nghi, chẳng đến vô học đâu hay bảy dọc tám ngang xoay trời chuyển đất?''. Huệ Nam nghe vậy liền ấn khả chứng minh cho sư.
Sau đó, sư cũng đến tham học với Thiền sư Khả Chân Phong Nam hai năm, đến khi Khả Chân tịch, sư trở lại núi Hoàng Bá và được thầy chia nửa pháp tòa để tiếp độ người học. Đến khi Thiền sư Huệ Nam đến trụ trì tại núi Hoàng Long sư đến hội của Thiền sư Hiểu Nguyệt Phần Đàm ở ẩn, Đến khi Thiền sư Huệ Nam thị tịch, sư được giao phó tiếp nối trụ trì núi Hoàng Long và làm được hơn 12 năm. Tuy nhiên tính sư thích nhàn hạ, yên tĩnh, không thích náo nhiệt và từng nhiều lần xin từ chức trụ trì.
Sư có để lại công án nổi tiếng tên là Hối Đường mộc tê hương, kể về nhân duyên ngộ đạo của quan Thái sử Hoàng Đình Kiên đời Tống khi đến tham vấn sư. Thái sư xin sư chỉ dạy con đường tắt để vào đạo. Sư nói: ''Trọng Ni (tức Khổng Tử) nói rằng vài ba người cho là ta có dấu diếm nhưng ta có dấu diếm ông điều gì đâu. Bình thường Thái sử nghĩ thế nào về câu này?'' Thái sử định trả lời, sư nói: ''Chẳng phải! Chẳng phải ''.Thái sử nghe vậy càng mờ mịt, không ngộ được yếu chỉ. Một hôm, ông ta hầu sư đi dạo núi, lúc ấy hoa quế (mộc tê) đang nở, sư nói: ''ông có nghe mùi thơm của hoa quế không?'' Thái sử nói: ''Dạ có!''. Sư nói: ''Tôi có dấu ông điều gì đâu!'' Ngay câu nói ấy, Thái sử Hoàng Đình Kiên đại ngộ, liền lễ bái.
Sư có làm bài kệ, trong đó ý chỉ phần nào làm rõ được cốt cách tự tại, an nhiên của sư (Thích Thanh Từ dịch):
Chùa triều Đường chẳng trụ
Làm tăng đất Tống nhàn
Sinh nhai ba vật chính
Cố cựu một cây hèo
Tùy duyên đi khất thực
Gặp núi mặc tình leo
Thấy nhau chớ mỉm cười
Chẳng phải Năng Lĩnh Nam.
Cuối đời, sư cất am ở ẩn trong rừng sâu trong 20 năm. Đến năm thứ 3, niên hiệu Nguyên Phù, vào ngày 16 tháng 11 năm 1100, sư an nhiên thị tịch. Sư thọ 76 tuổi, 55 tuổi hạ. Vua sắc phong danh hiệu Bảo Giác Thiền sư.